# Вторинні ліси

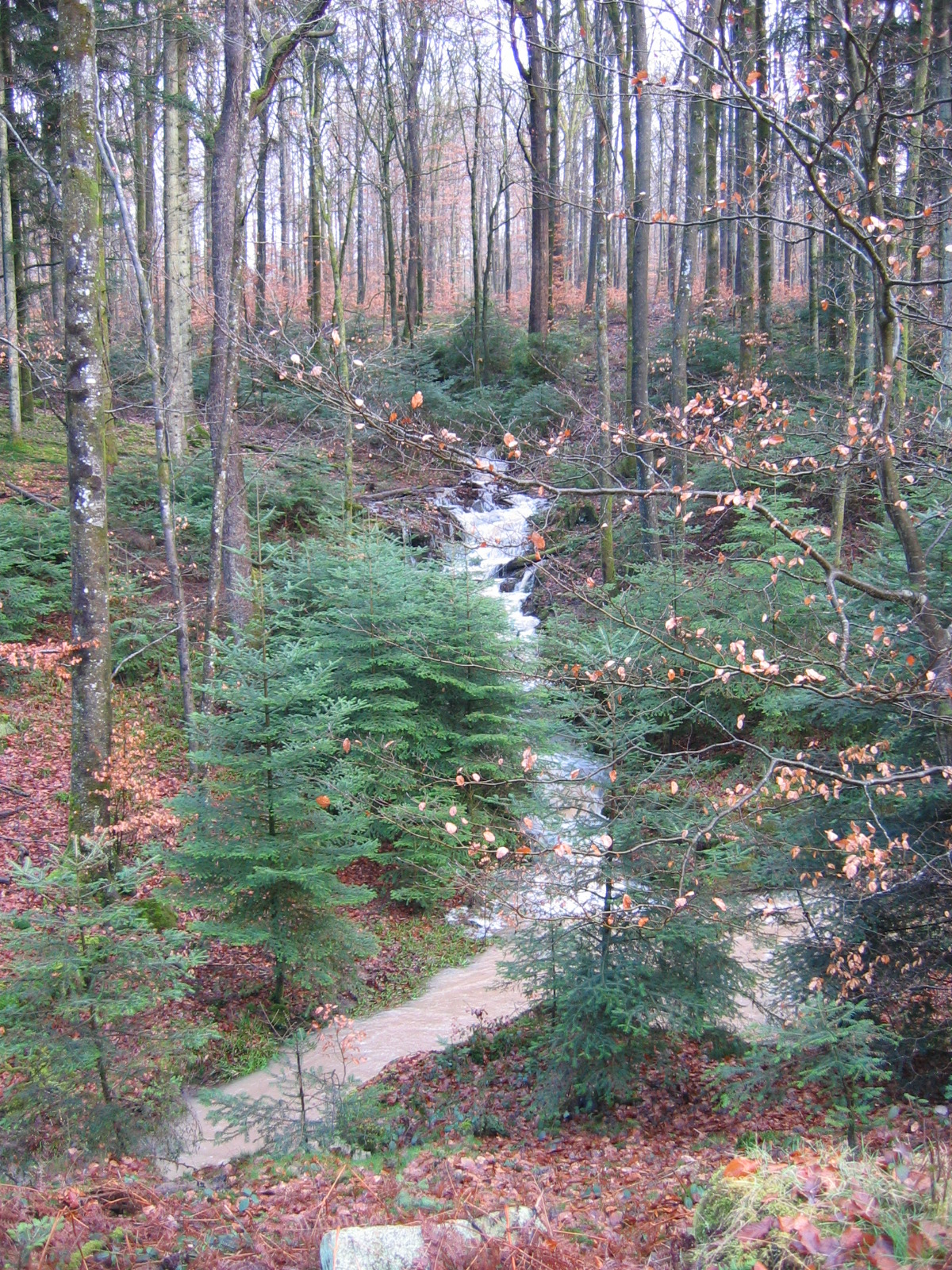
Регенерований ліс

Вторинні ліси — тип рослинності, що виник через втручання людини і формується після руйнування первинних лісів людьми або стихійними лихами (напр., пожежі, нашестя комах, ураган). У вторинному лісі дерева часто знаходяться ближче один до одного, ніж у незайманих лісах. Існує, як правило тільки один шар дерев. Якщо первісний очищений район був досить малим, вторинний дощовий ліс може повернутися до стану первинного дощового лісу.